# Saint Lucia
Saint Lucia és un estat insular que forma part de les petites Antilles. Està situat a la banda est del mar Carib, al límit amb l'oceà Atlàntic —entre Saint Vincent i les Grenadines, al sud; i Martinica, al nord. Ocupa una superfície terrestre de 617 km² amb una població estimada de més de 180.000 persones a partir del 2018. La capital i la ciutat més gran de la nació és Castries.

## Etimologia
Saint Lucia va rebre el nom de Santa Llúcia de Siracusa (283-304 dC). Saint Lucia és un dels dos estats sobirans del món que porta el nom d'una dona i és l'únic que porta el nom d'una dona humana (Irlanda porta el nom d'una deessa). La llegenda diu que els mariners francesos van naufragar a l'illa el 13 de desembre, dia de la festa de Santa Llúcia, i per això van batejar l'illa en honor seu. Un globus terraqüi al Vaticà de 1520 mostra l'illa com a Santa Lucia, cosa que indica que l'illa va ser batejada pels primers exploradors espanyols.

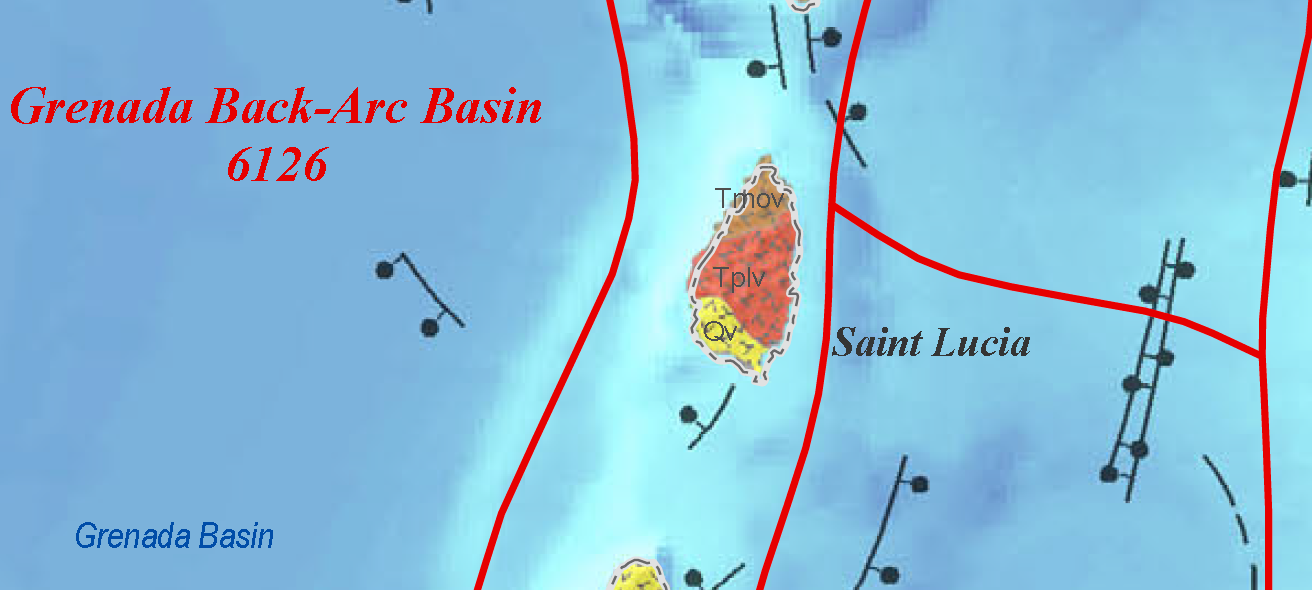
Mapa geològic de Saint Lucia

## Geografia
Illa d'origen volcànic, presenta un territori muntanyós. Clima tropical. Població en ràpid creixement anual de l'1,2%, majoritàriament negra i mestissa. Des del 1964, quan s'interrompé la producció de canya de sucre, Saint Lucia ha depès gairebé completament de l'exportació de bananes a Europa, que fins fa pocs anys donava un tracte preferent als productors de les antigues colònies d'Àfrica, el Carib i l'oceà Pacífic en detriment dels agricultors llatinoamericans, representats sobretot per multinacionals nord-americanes.
No obstant això, arran de la pressió dels EUA i de la política de l'Organització Mundial del Comerç, el 1998 la Unió Europea decidí eliminar aquesta deferència cap als mercats de les illes caribs, fet que suposà una amenaça per a la supervivència de les indústries bananeres d'aquests països.
Com a conseqüència, Saint Lucia ha recorregut a una diversificació de la producció, i l'ha ampliada a mangos i alvocats. Al setembre de 2002, els conreus bananers patiren un nou cop, en ser arrasades bona part de les collites per la tempesta tropical Lili.
El més gran potencial de l'illa rau en el turisme; tanmateix, Saint Lucia ha de fer front a la creixent criminalitat relacionada amb el tràfic de drogues i solucionar els problemes de l'atur, la inflació i l'elevat cost de la vida.
El clima de Santa Llúcia és tropical. La temperatura només fluctua mínimament al llarg de l'any i és de 27 °C de mitjana.

## Geologia

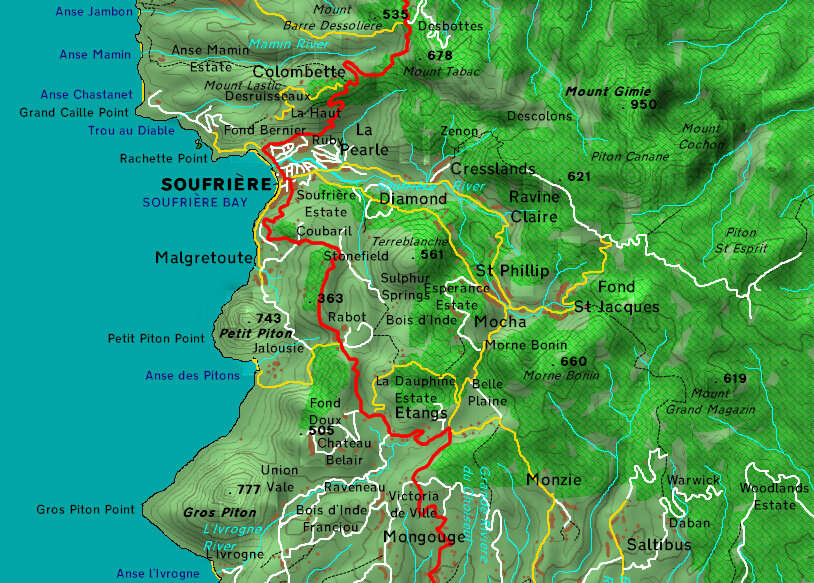
Topografia del complex volcànic de Soufrière

La geologia de Saint Lucia es pot descriure com la composició de tres àrees principals. Les roques volcàniques més antigues, de 16 a 18 Ma, estan exposades des de Castries cap al nord i consisteixen en centres de basalt i andesita erosionats. La part central de les terres altes centrals de l'illa consta de centres d'andesita dissecats, de 10,4 a 1 milions d'anys, mentre que la part inferior sud-oest de l'illa conté l'activitat recent del Centre Volcànic Soufriere (SVC). Aquest SVC, centrat a la depressió de Qualibou, conté dipòsits de flux piroclàstic, colades de lava, cúpules, dipòsits de flux de blocs i cendres i cràters d'explosió. El perímetre d'aquesta depressió inclou la ciutat de Soufriere, el mont Tabac, el mont Gimie, Morne Bonin i Gros Piton. De 10 km de diàmetre, encara que la part occidental està oberta cap a la conca de Grenada, la depressió es va formar fa tan sols 100 kya. La depressió és destacada per la seva activitat geotèrmica, especialment a Sulphur Springs i Soufrière Estates, una erupció freàtica el 1776 i l'activitat sísmica recent (2000–2001).
Els estratovolcans andesítics erosionats al nord-est de la depressió són el mont Gimie, el Piton St Esprit i el mont Grand Magazin, tots de més d'1 Ma d'edat. Els fluxos piroclàstics andesítics i dacites d'aquests volcans es troben a la cúpula de Morne Tabac (532 kya), la cúpula de Morne Bonin (273 kya) i Bellevue (264 kya). Els dipòsits d'allaus de la formació de la depressió de Qualibou es troben a la costa i als blocs massius de Rabot, Pleisance i Coubaril. Les cúpules dacítiques de Petit Piton (109 kya) i Gros Piton (71 kya) van ser extrudides al sòl de la depressió acompanyades dels fluxos piroclàstics d'Anse John (104 kya) i La Pointe (59,8 kya). Més tard, els fluxos piroclàstics són Belfond ric en pedra tosca i Anse Noir (20 kya). Finalment, dins de la depressió es van formar les cúpules dacítiques de Terre Blanche (15,3 kya) i Belfond (13,6 kya).

## Història
Els primers habitants indígenes van arribar, provinents de l'Amèrica del Sud, al voltant del segle iii; però, amb el temps, van ser assimilats per la tribu dels Caribs. Va ser descoberta per Cristòfor Colom el 1502.
Atesa la conveniència del seu port en Castries, l'illa va ser disputada constantment entre el segle xvi i el xvii, i així va canviar de mans almenys catorze vegades entre el govern de França i el del Regne Unit, de tal manera que va ser aquest últim qui va obtenir-ne la possessió definitiva l'any 1814.
El 1967 la corona britànica va atorgar a l'illa més autonomia per a administrar els seus assumptes interns, i finalment el 22 de febrer de 1979 va obtenir la independència al si de la Commonwealth amb John Compton, cap del Partit dels Treballadors Units (PTU) com a primer ministre. En les eleccions celebrades el mateix any, Compton va ser derrotat per Allan Louisly, del Partit Laborista de Saint Lucia (PLS).
Arran de l'escissió produïda en el si del grup laborista, Louisly dimití el 1981 i va ser substituït per Winston Cenac. Compton recuperà el poder un any més tard en guanyar les eleccions generals, triomf revalidat el 1987 i el 1992. Aquell any l'escriptor Dereck Walcott, nascut a la capital del país, Castries, guanyà el premi Nobel de literatura. El 1996 John Compton dimití i va ser reemplaçat per Vaughan Lewis en el càrrec de primer ministre.
A les eleccions de 1997 s'imposaren els laboristes, que es presentaven en coalició amb altres formacions, i Kenny Anthony ocupà el càrrec de primer ministre. A la fi del mateix any, el Govern d'Anthony reformà la indústria bananera, la producció de la qual s'havia reduït un terç durant l'any. Al juny de 1998, l'exprimer ministre John Compton se situà novament al capdavant de l'oposició PTU. El Partit Laborista d'Anthony revalidà, al desembre del 2001, la seva condició de primera força, en obtenir 14 dels 17 escons del Parlament, mentre que els tres restants van correspondre al PTU.
En 30 de juliol de 2013, Saint Lucia es va incorporar a l'Aliança Bolivariana per les Amèriques.

## Economia

Producció elèctrica de Saint Lucia per font

Saint Lucia és un petit estat insular en desenvolupament, una designació semblant a un país en desenvolupament amb algunes diferències substancials a causa de la naturalesa insular de Saint Lucia. El sector serveis és el sector més important de l'economia, amb el 86,9% del PIB el 2020, seguit dels sectors industrial i agrícola amb el 10,9% i el 2,2%, respectivament.
Saint Lucia ha estat capaç d'atreure negocis i inversions estrangeres gràcies a la seva força de treball educada i a les millores en carreteres, comunicacions, subministrament d'aigua, clavegueram i instal·lacions portuàries. Com la majoria de les illes petites, el turisme i la banca offshore són les principals fonts d'ingressos de Saint Lucia. L'agricultura, concretament la indústria del plàtan, era abans el sector més important de l'economia, tot i que la seva importància ha disminuït considerablement. El sector manufacturer de l'illa ha estat anomenat el més divers del Carib oriental, amb productes com el plàstic que es produeixen a gran escala.
La moneda de Saint Lucia és el dòlar del Carib Oriental (EC$), una moneda regional compartida entre els membres de la Unió Monetària del Carib Oriental (ECU). Els principals socis comercials del país són els EUA, el Regne Unit, la UE i altres països de la CARICOM.

## Política
Com a regne de la Commonwealth, Saint Lucia reconeix el rei Charles III com a cap d'estat; està representat a l'illa per un governador general (actualment Errol Charles). El poder executiu, però, està en mans del primer ministre i del seu gabinet, i el governador general només actua sobre el consell d'aquest últim. Després de les eleccions parlamentàries, el líder del partit majoritari o el líder d'una coalició majoritària a l’Assemblea sol ser nomenat primer ministre pel governador general.; també nomena el viceprimer ministre.
El Parlament de Saint Lucia és bicameral:
- la cambra baixa, la Cambra de l'Assemblea , té 17 diputats elegits per sufragi universal directe durant cinc anys, i que també elegeixen un president (que pot ser elegit dins d'ells o designant una personalitat externa,[15] portant la mida de l'assemblea a 18 membres);
- La cambra alta, el Senat, es compon d'onze membres, nomenats pel governador general .

Saint Lucia és membre de la Comunitat del Carib, de l'Organització dels Estats del Carib Oriental i de l'Organització Internacional de la Francofonia.
La Constitució actual es va aprovar l'any 1978; va entrar en vigor el 22 de febrer de 1979.

### Divisions administratives

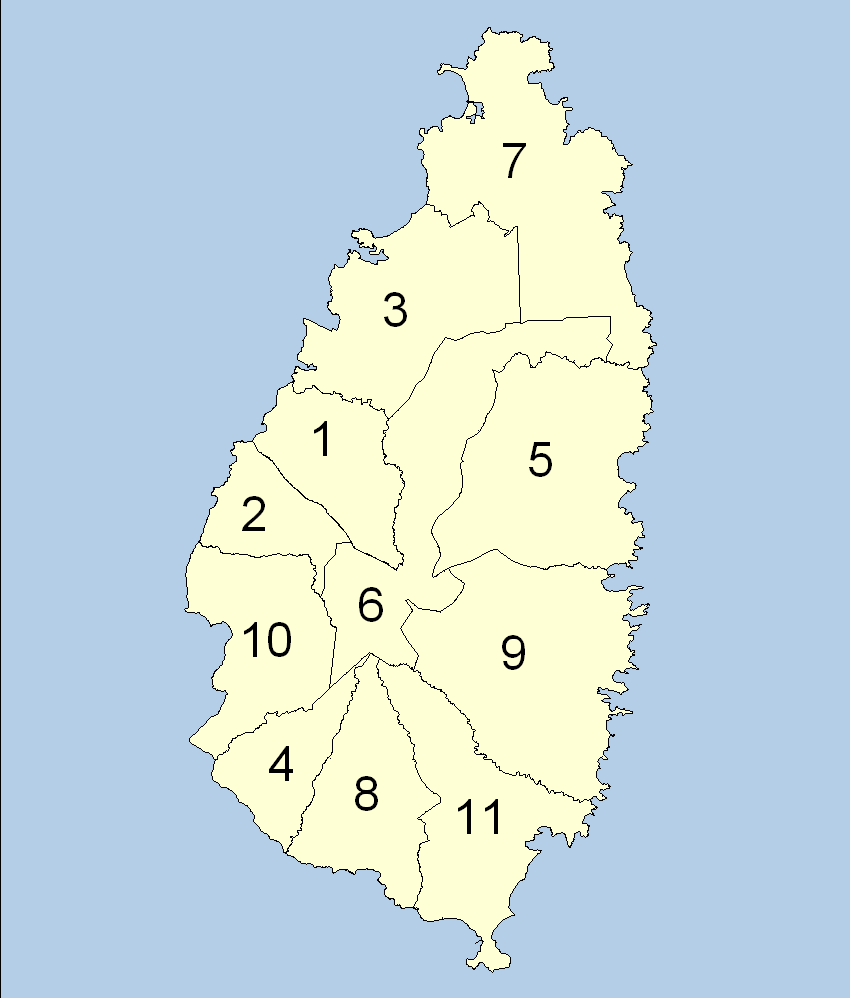
Divisió administrativa de Saint Lucia en onze districtes.
1- Anse-la-Raye
2- Canàries
3- Castries
4- Choiseul
5- Dennery
6-Bosc
7- Gros Islet
8- Laborie
9- Micoud
10- Soufrière
11- Fort Vell.

Sota el govern colonial francès, Saint Lucia es va subdividir en onze parròquies. Els anglesos van mantenir una divisió similar en onze districtes (quarters o parròquies en anglès): Anse-la-Raye, Canàries, Castries, Choiseul, Dennery, Forest, Gros Islet, Laborie, Micoud, Soufrière i Vieux Fort.
Saint Lucia també es divideix en disset districtes electorals per a les eleccions legislatives: Canaries & Anse-la-Raye, Babonneau, Castries Central, Castries Nord, Castries Nord Est, Castries Sud, Castries Sud Est, Choiseul, Dennery Nord, Dennery Sud, Gros Islet, Laborie, Micoud Nord, Micoud Sud, Soufriere, Vieux Fort North i Old Fort South.

## Fauna i flora
Queden avui exemplars rars de Bothrops caribbaeus, una serp verinosa del continent americà portada pels arawaks, abans de l'arribada de Cristòfor Colom, per protegir la seva illa de la invasió de Kalinago. Com a Martinica amb el Trigonocephalus ( una altra serp verinosa introduïda per les mateixes raons), va ser la introducció de les mangostes a finals del segle XIX que va permetre erradicar aquest rèptil.
Un informe pericial de 2012 testimonia que queden a Santa Llúcia 18 serps de l'espècie Erythrolamprus ornatus o serp de Santa Llúcia. Aquesta petita serp, la més rara del món, viu als dos illots (12 ha) de les illes Maria al sud-est de l'illa principal. La colònia de l'illa principal ha estat delmada per les mangostes.